# Alain Gomis

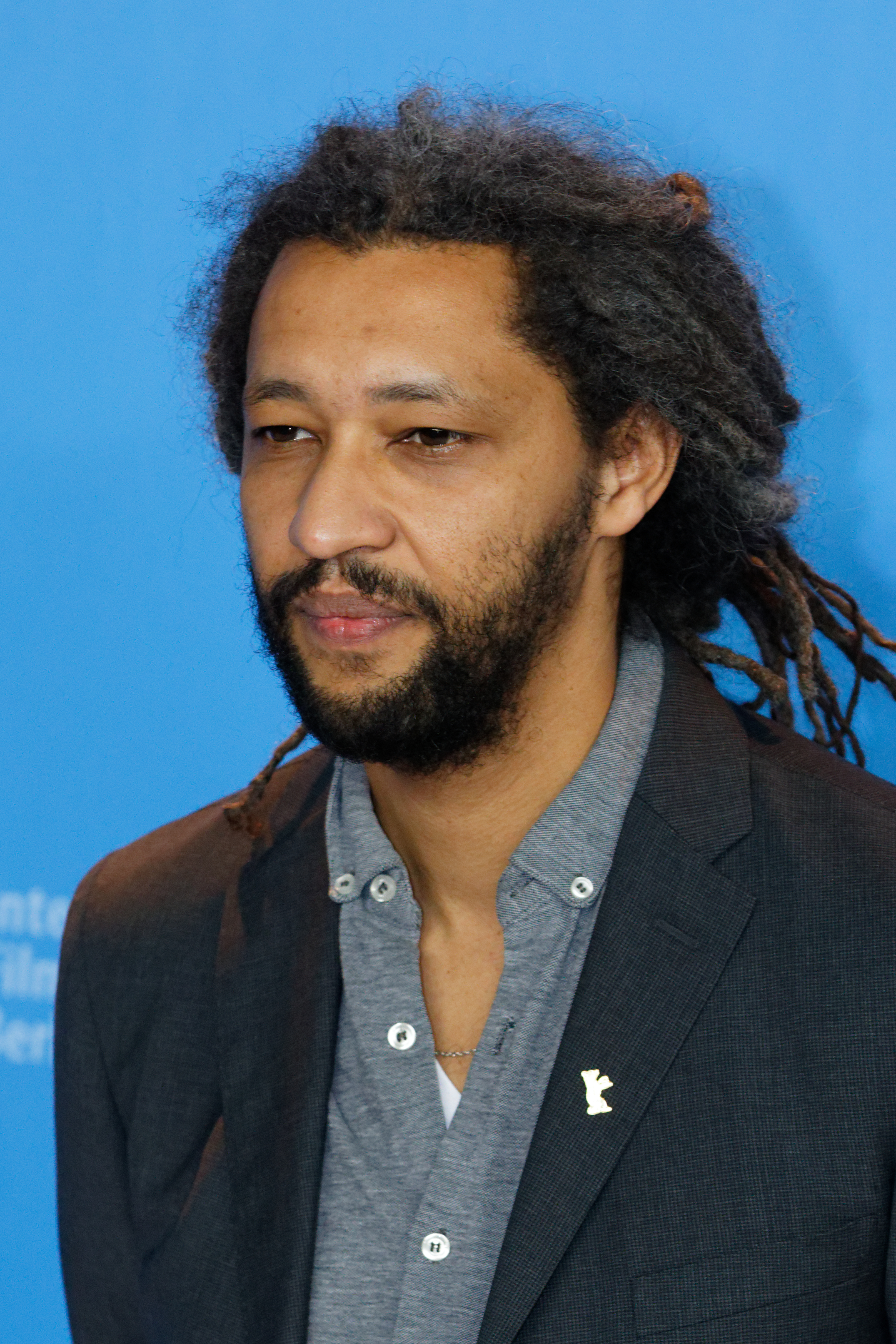
Alain Gomis (2017)

Alain Gomis (geb. 6. März 1972 in Paris) ist ein französisch-senegalesischer Filmregisseur. Sein Spielfilm L’Afrance wurde 2002 mit dem Silbernen Leoparden in Locarno ausgezeichnet. 2012 und 2017 war er mit den Filmen Aujourd’hui und Félicité im Wettbewerb der Berlinale vertreten. Mit Félicité gewann er 2017 zum zweiten Mal den Etalon d’or des panafrikanischen Film- und Fernsehfestivals FESPACO.

## Leben
Gomis studierte zunächst Kunstgeschichte und Film an der Pariser Sorbonne. Nach verschiedenen Video- und Kurzfilmen erhielt er 2002 mit seinem Spielfilmdebüt L’Afrance den Silbernen Leoparden beim Internationalen Filmfestival von Locarno. Der Film widmet sich den seelischen Nöten von Migranten in Frankreich. 2008 wurde sein Film Andalucia beim Filmfestival Venice Days gezeigt.
Mit seinem Film Aujourd’hui war Gomis 2012 erstmals im Wettbewerb der Berlinale vertreten. Der Film wurde zudem als senegalesischer Beitrag für einen Oscar als bester fremdsprachiger Film eingereicht. 2017 war Gomis mit seinem Film Félicité erneut im Wettbewerb der Berlinale, der ihm den Großen Preis der Jury einbrachte und es 2018 als senegalesische Einreichung für den Oscar als bester fremdsprachiger Film in die Vorauswahl schaffte.

## Filmografie
- 1999: Whirlwinds (Kurzfilm)
- 2002: L’Afrance[1]
- 2003: Little Light (Kurzfilm)[2]
- 2006: Ahmed (Kurzfilm)
- 2008: Andalucia[3]
- 2012: Aujourd’hui (Tey)[4]
- 2017: Félicité[5]
- 2022: Rewind and Play (Dokumentarfilm)
- 2024: Dao